# Čečenská Wikipedie
Čečenská Wikipedie (čečensky Нохчийн Википеди) je jazyková verze Wikipedie v čečenštině. Byla založena 28. února 2005. V listopadu 2022 obsahovala přes 500 000 článků a pracovali pro ni 3 správci. Registrováno bylo přes 31 000 uživatelů, z nichž bylo asi 64 aktivních. V počtu článků byla 29. největší Wikipedie.